# Bad Luck Ain’t No Crime
Bad Luck Ain’t No Crime (рус. Неудача не преступление) — дебютный студийный альбом американской рок-группы Blackberry Smoke, выпущенный в 2003 году на BamaJam Records.

## Об альбоме
Название альбома взято из первой строчки песни «Sure Was Good»
Альбом состоит из 9 песен, записанных в студии Cock of the Walk Studios, и 3 концертных песен. Концертные песни были записаны во время выступления группы в самом большом в мире байкерском баре Full Throttle Saloon во время проведения ежегодного мотоциклетного ралли в Стурджисе, Южная Дакота.
Звукорежиссурой и микшированием альбома занялся вокалист/гитарист Jackyl Джесси Джеймс Дюпри, которому и принадлежит студия Cock of the Walk.
Песни «Scare the Devil Outta You» и «Memphis Special» стали бонус-треками. Они были спродюсированы группой и записаны на студии Brannon Productions, расположенной в Атланте, Джорджия.

## Список композиций
1. «Testify» — 3:18
2. «Sanctified» — 3:20
3. «Another Chance» — 4:25
4. «Nothin for You» — 3:16
5. «Normaltown» — 4:39
6. «Train Rollin» — 4:08
7. «Angeline» — 4:12
8. «Sure Was Good» — 3:26
9. «Scare the Devil» (live) — 4:19
10. «Muscadine» (live) — 3:54
11. «Freeborn Man» (live) — 5:42

Бонус-треки
1. «Scare the Devil Outta You» — 3:24
2. «Memphis Special» — 3:03

## Участники записи
- Чарли Старр — вокал, гитара, банджо
- Пол Джексон — гитара, вокал
- Ричард Тёрнер — бас-гитара, вокал
- Брит Тёрнер — ударные
- Гленн Джилс — фортепиано
- Марти Кернс — B3 орган
- Джесси Джеймс Дюпри — инженер, микширование
- Дон Тарт — инженер, микширование (концертные песни)
- Джефф Томей — инженер
- Шон Гроув — инженер (бонус-треки)